# Алваро Ђало
Алваро Ђало Дијас Фернандес (шп. Álvaro Djaló Dias-Fernandes; Мадрид, 16. август 1999) је шпански фудбалер гвинејобисајског порекла који тренутно наступа за Атлетик Билбао. Игра на позицији нападача.

## Успеси
Брага
- Лига куп Португалије  1 : 2023/24.[3]
- Куп Португалије: (финале: 2022/23)[4]